# Louis Vallet (dessinateur)
Pour les articles homonymes, voir Louis Vallet et Vallet.
Louis Vallet, né dans l'ancien 8e arrondissement de Paris le 26 février 1856 et mort en 1940, est un peintre et illustrateur français.

## Biographie
Le 1er juin 1904, Louis Vallet fut l'un des neuf cofondateurs de la Société des dessinateurs humoristes, notamment avec Abel Truchet et Charles Léandre, son premier président. Vallet fut le vice-président de l'association sous la présidence de Jean-Louis Forain, au moins de 1924 à 1929. Parmi elle, la société compte aussi Jules Depaquit, Joseph Pinchon, Albert Robida, Théophile Alexandre Steinlen, Jean Villemot et Adolphe Willette. En 1904, il participa à la fête Henry Monnier organisée par la société et donnée sur les grands boulevards parisiens.
En 1924, il réside au 46, rue des Martyrs à Paris.
Il est inhumé au cimetière nouveau de Neuilly-sur-Seine.

## Œuvre

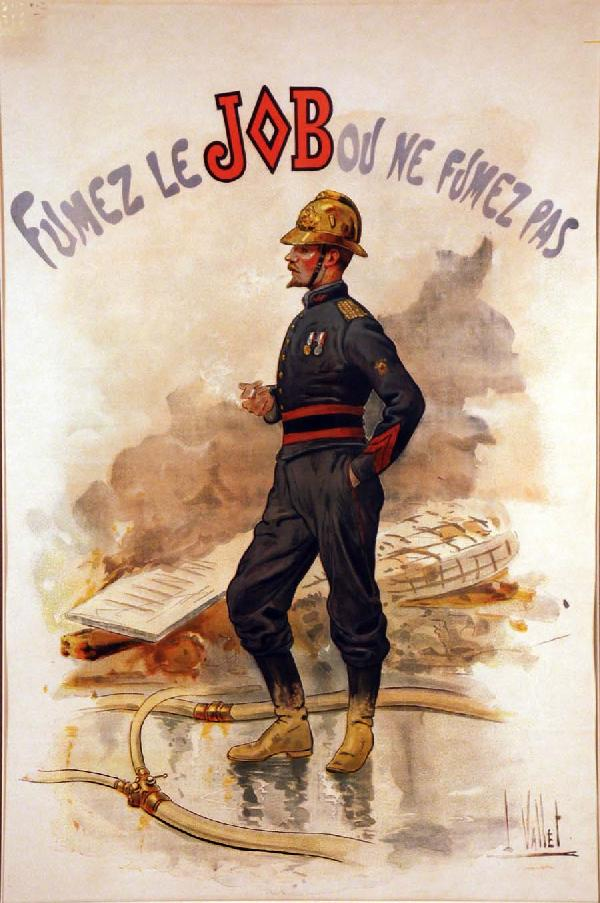
Affiche pour Job.

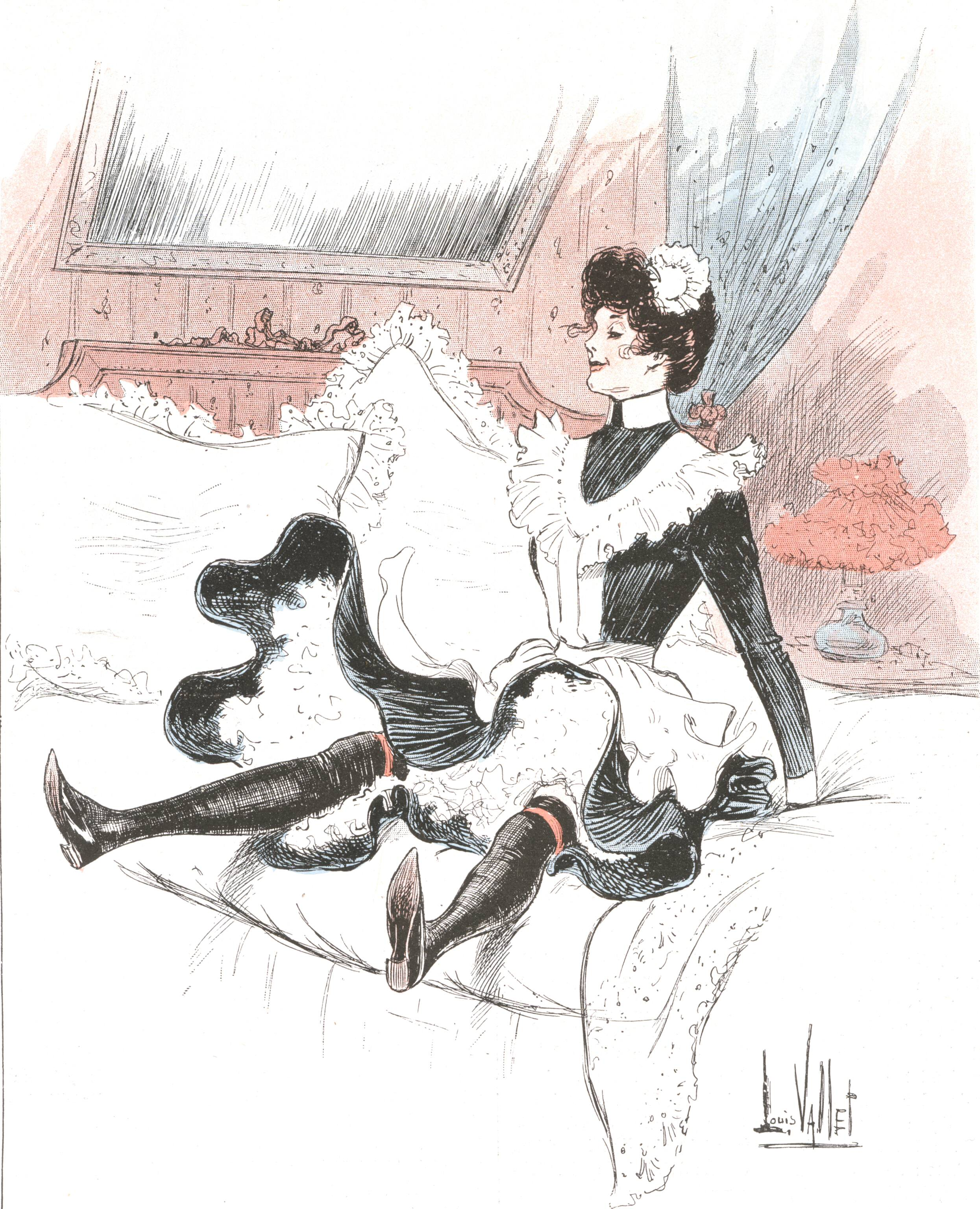
Le lit à la française - « Ce n'est plus un lit, c'est un terrain de parade ! » (1901), illustration.

Les thèmes de prédilection de Louis Vallet portent sur la vie militaire contemporaine, l'élégance parisienne, l'éternel féminin, l'équitation, la marine à voile. 
Sur le plan technique, l'artiste naturaliste qu'est Vallet pratique l'huile, l'aquarelle comme le dessin. Certaines de ses œuvres font l'objet de gravures, notamment de lithographies.
Il a illustré de nombreux livres : Le Chevalier Miserey (1888) d'Abel Hermant, Mademoiselle Fifi (1902) de Guy de Maupassant, Le chic à cheval, histoire pittoresque de l'équitation (texte et dessins, 1891, chez Firmin-Didot, Paris), Croquis de cavalerie à travers l'Europe (texte et gravures, 1893), Napoléon et l'Empire de Louis-Henry Lecomte, Récits malgaches (1896) de Charles Ségard et La Garde Impériale de Louis Fallou.
Il a collaboré à de nombreux journaux illustrés, notamment humoristiques : Le Figaro, New-York herald, Vogue, L'Illustration, Le Charivari, Graphic, La Vie parisienne, Le Frou-frou, Femina, L'Amour, Le Rire, Le Sourire, Eros, La Giberne.
Il a exécuté des costumes pour le théâtre de l'Odéon.
Il a réalisé des affiches, notamment pour la marque Job.
Les œuvres de cet illustrateur de la vie militaire comme de l'élégance féminine sont aussi reproduites sous forme de cartes postales.
Décorateur, il est chargé par le chirurgien académicien Antonin Gosset de décorer sa villa Gosset, dit Manoir de la Falaise, construit de 1925 à 1929 par Corruble à Quiberville, près du Havre.
Il participe à de nombreuses expositions collectives : au Salon du Rire au Palais des glaces en 1907, au Salon des dessinateurs humoristes à la galerie La Ville-l'Évêque (premier salon  du genre, 1911) puis à la galerie La Boétie (de 1912 à au moins 1924), au Salon de la Société des artistes français à partir de 1888, et au Salon d'hiver de 1923 à 1925.
En 1924, il expose de façon permanente avec les autres principaux humoristes contemporains à l'Estampe Artistique, au 32, rue de Provence à Paris.

## Distinctions
- Officier d'académie

Il est titulaire de la médaille coloniale et est officier d'Académie.

## Ouvrages illustrés
- Charles Virmaître, Paris impur, illustrations de Louis Vallet, A. Dalou, 1889 [Disponible sur Gallica] Réédité en 2015 aux éditions Abordables : fac-similé de l'édition originale (sa seconde édition, de 1891).

## Collections publiques
- Béziers, musée des Beaux-Arts[3] :
  - Un hussard Chamberand ;
  - Un chasseur en faction.
- Compiègne, musée national de la Voiture et du Tourisme : série de lithographies consacrées à la bicyclette.